# Bataillon de marche no 15
Pour les articles homonymes, voir BM15 et 15e bataillon.
Le bataillon de marche no 15 (BM 15) est une unité militaire des forces françaises libres pendant la Seconde Guerre mondiale. Formé au Tchad, il combat en 1945 sur le front de l'Atlantique.

## Historique
Le bataillon de marche no 15 est créé le 1er mars 1943 à partir de la 9e compagnie du régiment de tirailleurs sénégalais du Tchad,.
Il est rapidement rattaché à la brigade de marche du Tchad, qui devient en août 1943 la Brigade mixte d'Afrique française libre (BM-AFL). À cette date, le bataillon est en garnison à Fort-Archambault (aujourd'hui Sarh), après avoir été stationné au Nigeria britannique,,. La BM-AFL doit rejoindre le Levant et le BM 15 se met en route à l'automne 1943 vers Douala pour s'embarquer. Faute de navires de transport, le BM 15 est finalement transporté par camions vers l'Algérie via le Nigeria et le Niger. Ses derniers éléments arrivent le 2 mai 1944 à Biskra.  Il rejoint la Tunisie et embarque en novembre 1944 pour la France. Après un temps de stationnement à Antibes, il est rattaché en janvier 1945 au régiment d'Afrique-Équatoriale française et Somalie (régiment AEF-Somalie), avec le bataillon de marche no 14 et le bataillon de marche somali.
Le régiment est envoyé en mars 1945 sur la Pointe de Grave et combat du 15 au 18 avril. Le BM 15 est, comme le BM 14 et le bataillon somali, cité à l'ordre de la division et son fanion reçoit la croix de guerre 1939-1945 avec étoile d'argent le 15 juillet 1945.
Le bataillon stationne dans le Béarn puis gagne Bordeaux où il est dissous le 31 décembre 1945.

## Commandants
Le BM 15 est commandé est par le chef de bataillon Henri Raisin puis par le chef de bataillon Ronsin.

## Personnalités ayant servi au BM 15
Quatre compagnons de la Libération ont servi au BM 15 :
- Idrisse Doursan
- Louis Gautheron
- André Kailao
- Marcel Vincent